# Malberg (Westerwald)
Malberg ist eine Ortsgemeinde im Landkreis Altenkirchen (Westerwald) in Rheinland-Pfalz. Sie gehört der Verbandsgemeinde Betzdorf-Gebhardshain an.

## Geographische Lage
Malberg liegt im Westerwald, etwa acht Kilometer nördlich von Hachenburg und 18 Kilometer östlich der Kreisstadt Altenkirchen. Nachbargemeinden sind Steinebach/Sieg im Norden, Rosenheim im Osten, Luckenbach im Süden und Kundert im Westen.
Der Ort besteht aus den beiden, baulich zusammengewachsenen, Ortsteilen Hommelsberg und Steineberg.

## Geschichte
Die erste urkundliche Erwähnung des Ortes Steineberg als „Steinthenbergh“ ist aus dem Jahr 1366. Der Ort  Hommelsberg wurde erstmals als „Hummelßbergh“ in einer marienstätter Urkunde genannt. Hommelsberg wird im Jahr 1579 als einzelner Hof angesprochen, 1714 mit sieben männlichen, erwachsenen Einwohnern, 1760 mit 42 und 1793 mit 37 Einwohnern.
Die Gemeinde Malberg wurde am 7. Juni 1969 aus den aufgelösten und bis dahin selbständigen Gemeinden Hommelsberg (523 Einwohner) und Steineberg (336) neu gebildet. Der neue Gemeindename wurde in Anlehnung an eine historische Gerichtsstätte auf dem Hommelsberg gewählt.
Bevölkerungsentwicklung
Die Entwicklung der Einwohnerzahl von Malberg  bezogen auf das heutige Gemeindegebiet; die Werte von 1871 bis 1987 beruhen auf Volkszählungen:
| Jahr | Einwohner |
| ---- | --------- |
| 1815 | 202       |
| 1835 | 234       |
| 1871 | 328       |
| 1905 | 466       |
| 1939 | 605       |
| 1950 | 643       |
| 1961 | 765       |

| Jahr | Einwohner |
| ---- | --------- |
| 1970 | 851       |
| 1987 | 888       |
| 1997 | 1018      |
| 2005 | 1080      |
| 2011 | 1032      |
| 2017 | 964       |
| 2020 | 993       |

## Politik

### Gemeinderat
Der Gemeinderat in Malberg besteht aus 16 Ratsmitgliedern, die bei der Kommunalwahl am 9. Juni 2024 in einer Mehrheitswahl gewählt wurden, und dem ehrenamtlichen Ortsbürgermeister als Vorsitzendem. In der Wahlperiode 2019–2024 waren es nur zwölf Ratsmitglieder, da die Einwohnerzahl vorübergehend unter den vom rheinland-pfälzischen Kommunalwahlrecht vorgegebenen Grenzwert von 1000 gesunken war.

### Bürgermeister
Ortsbürgermeister von Malberg ist Albert Hüsch. Bei der Direktwahl am 26. Mai 2019 wurde er mit einem Stimmenanteil von 81,63 % und am 9. Juni 2024 als einziger Bewerber mit 85,0 % jeweils für fünf Jahre wiedergewählt.

### Wappen
| Wappen von Malberg | Blasonierung: „Eine goldene Waage auf blauem Grund. Dazu unten eine halbe silberne Spitze, darin ein schwarzes siebenspeichiges Förderrad.“ |
| Wappen von Malberg | Wappenbegründung: Die Waage symbolisiert die namensgebende historische Gerichtsstätte. Das Förderrad steht für den Bergbau, der in den beiden Ortsteilen von Bedeutung war. Die Spitze symbolisiert die Endsilbe „-berg“, die in den Namen der früheren Gemeinden wie auch im heutigen Gemeindenamen enthalten ist. Das Wappen wurde 1989 eingeführt. |

## Bauwerke
- Der Barbaraturm ist ein 2014 errichteter 22 Meter hoher Aussichtsturm auf der Steineberger Höhe nördlich von Malberg. Bei dem Turmgerüst handelt es sich um einen ehemaligen Förderturm eines stillgelegten Bergwerks in Bad Grund (Harz), der aus den 1930er Jahren stammt, später von engagierten Freunden des historischen Bergbaus erworben und in Malberg neu errichtet wurde. Der Barbaraturm steht unmittelbar am Prädikatswanderweg Druidensteig und bietet von seiner auf 18 Meter Höhe liegenden Aussichtsplattform einen guten Rundumblick.[9]
- „Mutter der Kirche“

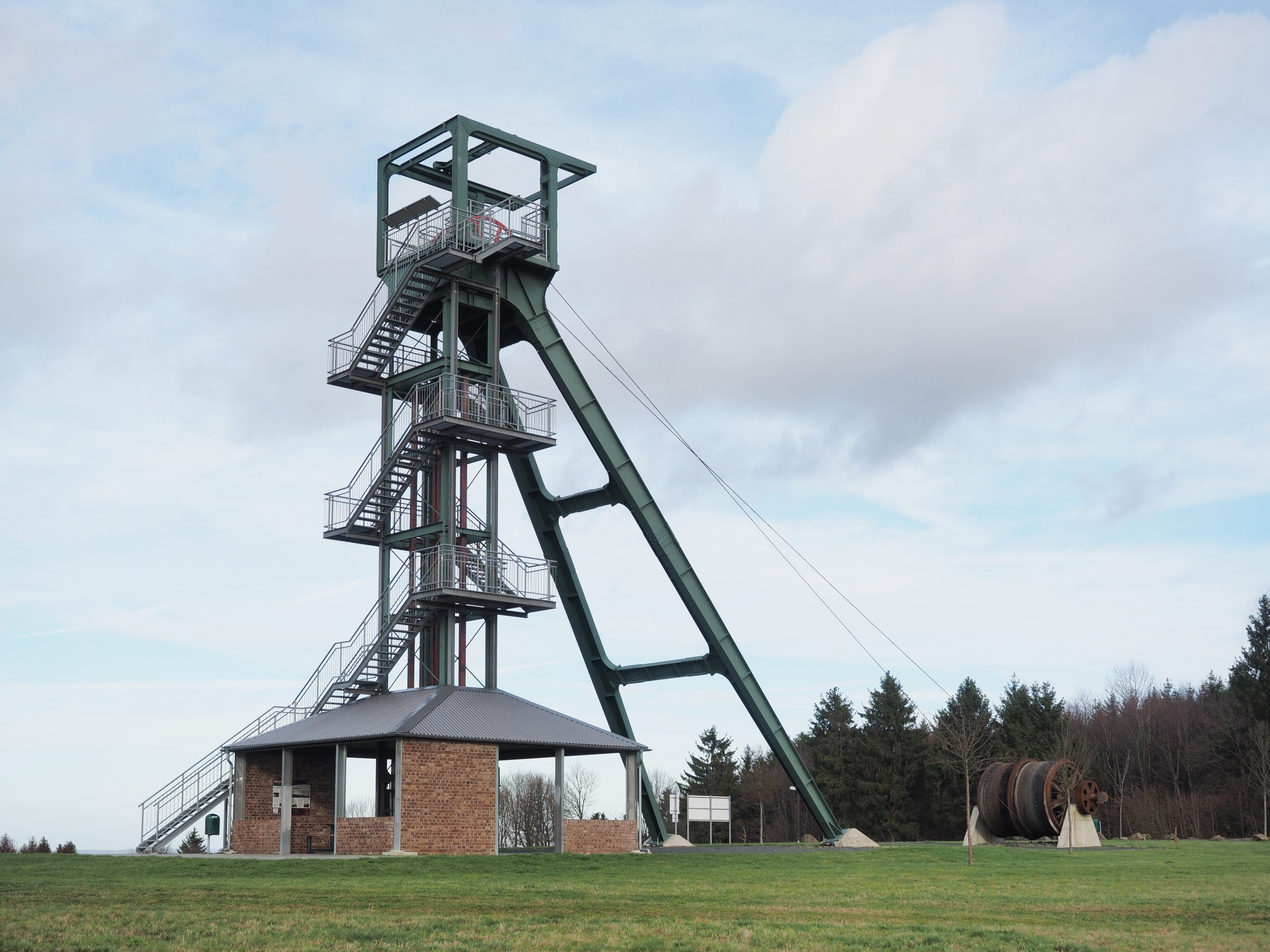
Barbaraturm
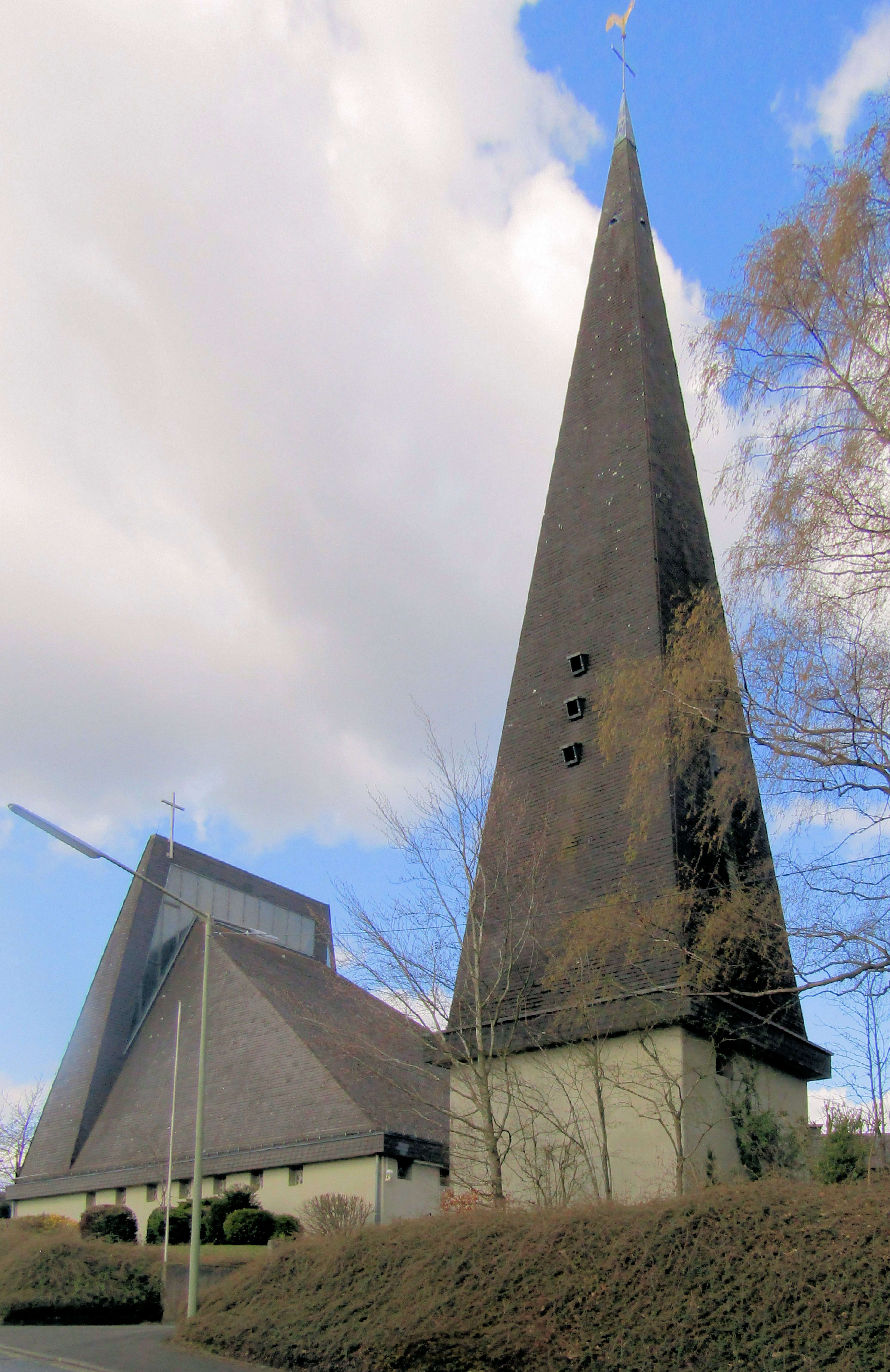
„Mutter der Kirche“

## Persönlichkeiten
- Peter Weller (1868–1940), Fotograf und Unternehmer